# Riccardo Decima
Riccardo Decima (Taibon Agordino, 14 maggio 1888 – Massanzago, 30 giugno 1945) è stato un dirigente d'azienda italiano, direttore delle miniere di Kosseir in Egitto dal 1920 al 1939.

## Biografia
Nacque nel 1888 a Taibon Agordino. Nel 1913 si diplomò perito minerario alla Regia Scuola Mineraria di Agordo. Nel 1920 partì per l'Egitto per dirigere le miniere di fosfato di Kosseir. Il primo figlio Arvedo nacque nel 1923 in Egitto e nel 1924 Franca a Taibon, in quanto la mamma era tornata in Italia per le ferie che facevano ogni due anni. I figli, nei loro primi dieci anni trascorsi in Egitto, frequentarono le scuole elementari della miniera, dove insegnava un maestro di Rocca Pietore, Ildo Pellegrini, e nella quale, per decisione di Decima, accanto ai figli delle maestranze italiane c’erano anche i figli degli egiziani.
Rientrato in Italia nel 1939, morì nel 1945.

## Eroe della Grande Guerra
Allo scoppio della prima guerra mondiale, dopo aver frequentato il corso allievi ufficiali, divenuto tenente della milizia territoriale nel V Reggimento del Genio Minatori, 31ª Compagnia, in combattimento sul Colbricon, nella tarda nottata dell'11 luglio 2017, a seguito dell'attacco sferrato dagli austriaci (Azione Kiss), fu colpito da schegge di bombe a mano e gravemente ferito al viso e al torace. Venne decorato con medaglia d’argento.

## Attività lavorativa
Nel 1920 fu designato direttore tecnico e amministrativo delle Miniere di Kosseir. Egli diede nuovo impulso allo sviluppo dell'attività produttiva a Gebel Nakheil, che era iniziata nel 1914, dopo l'abbandono dei siti di Mahamid e Sebajeh, acquisiti dal Banco di Roma nel 1912, che erano lontani dal mare e il trasporto del minerale quindi costoso. Decima iniziò la ricognizione di nuovi giacimenti e nel 1923 diede inizio agli scavi nelle miniere di Gebel Duwy, che nel 1926 divennero i principali siti estrattivi. Nella fase preparatoria del sito di Gebel Duwy si estraevano 500 tonnellate al giorno. Con le migliorie tecniche apportate sotto la direzione di Decima, i costi di estrazione diminuirono e la Società Fosfati, che era in dissesto per la guerra e pregressi errori di amministrazione, ritornò in attivo. Le migliorie introdotte, quali apparecchi perforatori e tagliatrici elettriche per l'estrazione meccanica, i silos in miniera con capacità di 90000 tonnellate e i silos al porto, per complessive 150000 tonnellate, furono finanziati con i proventi ottenuti dall'aumenta produttività. Furono abbandonati i primi siti, posti in posizioni sfavorevoli o con fosfato più povero. Fu iniziata la costruzione di un nuovo porto, su progetto dell'ingegnere Luigi Luiggi.
Dal 1926, il direttore tecnico Decima coadiuvò Vincenzo Fagiuoli che era stato nominato consigliere delegato e direttore generale della Società Fosfati. Insieme diedero nuovo impulso allo sviluppo e alla modernizzazione degli impianti estrattivi e all'ampliamento del mercato del fosfato. Venne riorganizzata la produzione, introducendo, dopo la frantumazione e la cernita del materiale estratto, l'essicazione del minerale in forno rotativo d'inverno e disteso su numerose aie al sole d'estate. Seguiva lo stoccaggio in nuovi silos e la movimentazione con sistemi razionali, tra cui una funivia per il trasporto del minerale dal porto alle navi. A Gebel Duwy fu costruita una cittadina mineraria e furono ampliate le ricerche di nuovi siti minerari. Inoltre fu assicurato l’approvvigionamento idrico ed elettrico, furono costruite nuove abitazioni per il personale, l'ambulatorio medico e chirurgico, la scuola elementare, l'illuminazione pubblica, la ferrovia da Qena a Kosseir.
Nel 1933 l'IRI subentrò nella gestione della Società Fosfati, il cui nome fu accorciato a SEF, acronimo di “Società egiziana fosfati”. L'espansione continuò con l'acquisizione di un sito estrattivo a Hamadat, un massiccio montuoso alto 300 metri disposto ad arco di sei chilometri e largo oltre due. Nelle adiacenze venne costruita una cittadella, come negli altri siti.
Nel 1938, Decima fu incaricato dalla Società Fosfati di costruire una chiesa cattolica e la disegnò su modello di quella di Taibon Agordino, con arco gotico, rosone e pianta a croce latina. 
Rientrato in Italia nel 1939, riprese il lavoro minerario in Val di Scalve.

## Riconoscimenti
Nel 1927, per riconoscenza del lavoro svolto da Decima nelle miniere di Kosseir, il Consiglio di Amministrazione della Società Fosfati assegnò alla Regia Scuola Mineraria di Agordo 10.000 lire.